# Таскала (станция)
Таскала́ (до 2017 года — Шипово) — железнодорожная станция Казахстанских железных дорог.
Станция была построена при строительстве линии Покровская Слобода — Уральск Рязанско-Уральской железной дороги. Станция названа в честь бывшего наказного атамана Уральского казачьего войска Н. Н. Шипова.
По состоянию на 1913 год станция отправляла в основном хлебные грузы, сено и крупный рогатый скот, а получала в основном лес и нефтепродукты.
Станция расположена в Таскалинском районе Западно-Казахстанской области, рядом с ней находится село Таскала.
Станция открыта для грузовых операций. Через станцию следуют пассажирские местные поезда. Соседние станции: в сторону Саратова — Семиглавый Мар, в сторону Уральска — Деркул.
На станции дислоцирован линейный пункт отдела внутренних дел.
У станции расположен памятник археологии — Шиповские курганы.